# Lago Malombe
El lago Malombe (en inglés: Lake Malombe) es un lago en el sur del país africano de Malaui, en el río Shire, en la Región Sur. Se encuentra en torno a las coordenadas geográficas 14°40'0"S 35°15'0" E, a unas doce millas al sur de mucho mayor lago Malaui. Cuenta con una superficie de unos 450 kilómetros cuadrados (170 millas cuadradas). En los últimos años el número de pescadores en el lago aumentó sustancialmente, y esto llevó a la declinación local en algunas especies de peces, especialmente la chambo que es una fuente importante de alimentos en todo Malaui. El lago es muy poco profundo, con una media de unos dos metros y medio, y durante un período de tiempo seco, el nivel del agua baja y puede incluso desaparecer.
El lago estuvo seco durante varios cientos de años hasta que se volvió a llenar en medio del siglo XIX.